# توانكو تامبوساي
الشيخ حاجي محمد صالح (تامبوساي، روكان هولو، رياو، 5 نوفمبر 1784 – نكري سمبيلن، ماليزيا، 12 نوفمبر 1882) هو أحد القادة الإسلاميين لحركة البادري. كان توانكو تامبوساي، كما كان معروفًا في إندونيسيا، أحد القادة الذين قاتلوا الغزاة الاستعماريين خلال حرب بادري في عام 1838 مع معاصريه، توانكو الإمام بونجول وتوانكو راو.

## سيرة شخصية
اسمه الحقيقي هو محمد صالح. ولد في قرية دالو-دالو في تامبوساي في 5 نوفمبر 1784. محمد صالح هو ابن مدرسًا إسلاميًا من موطن مينانج في سومطرة الغربية. جاء والده من قرية تسمى رامبه. تم تعيين والده من قبل سلطان رياو كإمام رئيسي وتزوج من امرأة محلية تُدعى موناه. جاءت والدته موناه من قرية في تامبوساي تدعى كاناندانغ كوبوه.

## حياة سابقة
نشأ محمد صالح من قبل والده الذي كان الإمام الأكبر خلال حكم سلطنة رياو في أوائل القرن ال19. خلال طفولته، علمه والده فنون القتال وركوب الخيل. يسعى محمد صالح أيضًا إلى معرفة علمه من علماء الإسلام في بونجول وراو. استلهم أيضًا من فهم السلف من تعاليم محمد بن عبد الوهاب أثناء وجوده في مكة. أصبح محمد صالح قائد حركة بادري في تامبوساي وحصل على اللقب توانكو تامبوساي، بمعنى أمير تامبوساي، منحه السلطان هذا اللقب.

## الجهاد ضد الهولنديين
بدأ النضال في منطقة روكان هولو والمناطق المحيطة بها مع مركز حصن دالو-دالو. ثم واصل مقاومة منطقة ناتال في عام 1823. وفي عام 1824، قاد قوة مشتركة من دالو-دالو ولوبوكسيكبينغ و بادانغلاوس وأنغكولا وماندايلنغ وناتا ضد الهولنديين. كان قد أدى فريضة الحج وطلبه أيضًا توانكو الإمام بونجول لدراسة تطور الإسلام في الأراضي العربية. 
في غضون 15 عامًا، كان توانكو تامبوساي مزعجًا جدًا للقوات الهولندية، لذلك غالبًا ما طلبوا قوات من باتافيا. بفضل براعته، تم تدمير القلعة الهولندية «أميرونجين». وتمكن من استعادة بونغول التي سقطت في أيدي الهولنديين، على الرغم من أنها لم تدم طويلاً. لم يواجه توانكو تامبوساي الهولنديين فحسب، بل واجه أيضًا قوات راجا جيدومبانج (الوصي على العرش مانديلينج) وتومينجونج كارتوريدجو، الذين وقفوا إلى جانب الهولنديين. أطلق عليه من قبل الهولنديين اسم 'De Padrische Tijger van Rokan' (نمر بادري من روكان) لأنه كان من الصعب التغلب عليه، ولم يستسلم أبدًا، ولم يرغب في تحقيق السلام مع الهولنديين. وقد ظهر صموده برفض دعوة العقيد إيلوت لصنع السلام. في 28 ديسمبر 1838، سقط حصن دالو-دالو في أيدي الهولنديين. عبر باب سري هرب من حصار هولندا وحلفائها. فر ومات في سرمبن، نيكري سمبيلن، ماليزيا في 12 نوفمبر 1882.
بسبب خدماته ضد استعمار الهند الشرقية الهولندية، جعلته الحكومة في عام 1995 بطلاً قومياً.